# Neither
Neither (titolo talvolta reso in italiano con Né l’uno né l’altro) è un'opera per orchestra da camera e soprano del 1977, composta da Morton Feldman su libretto di Samuel Beckett.

## Storia
Morton Feldman scrisse l'opera nel 1976 e l'anno successivo chiese a Samuel Beckett di scriverne il libretto invitandolo a concentrarvici la "quintessenza" della sua poetica. Beckett consegnò quindi a Feldman 5 righe di testo, un vero e proprio distillato del suo pensiero circa il tema universale dello stare al mondo in una condizione sempre oscillante tra l'io e il non io.
In origine è stata pubblicata dal "Journal of Beckett Studies", numero 4, della primavera 1979. In italiano, nella traduzione di Gabriele Frasca dal titolo Né l'uno né l'altro è uscita nelle raccolte di prose di Einaudi In nessun modo ancora (2008) e Racconti e prose brevi (2010).
Anche se l'andare a capo può farlo sembrare una poesia, Beckett non volle inserirlo nella raccolta complete di poesie e lo considerava un racconto.

## Testo
Segue il testo integrale di Beckett.
from impenetrable self to impenetrable unself by way of neither
as between two lit refuges whose doors once neared gently close,
once turned away from gently part again
beckoned back and forth and turned away
heedless of the way, intent on the one gleam or the other
unheard footfalls only sound
till at last halt for good, absent for good from self and other
then no sound
then gently light unfading on that unheeded neither
unspeakable home»
(Samuel Beckett, "Neither")

## Principali rappresentazioni
- 2004 Opernhaus di Stoccarda: progetto video e drammaturgia multimediale: Studio Azzurro; Direttore d'orchestra: Roland Kluttig; Soprano: Petra Hoffmann[6]